# Stertinius dentichelis
Stertinius dentichelis là một loài nhện trong họ Salticidae.
Loài này thuộc chi Stertinius. Stertinius dentichelis được Eugène Simon miêu tả năm 1890.